# Antonio Durán Durán
Antonio Durán (Arbucias, 19 de agosto de 1924 - Åkersberga, Suecia, 11 de enero de 2009) fue un futbolista y entrenador español. 
En su carrera como futbolista estuvo en las filas del Córdoba C.F., Club Atlético de Madrid y Real Oviedo. En 1955 emigró a Suecia, país en el que desarrolló toda su trayectoria como entrenador de primera división y permaneció hasta el fin de sus días. Su trabajo más importante fue en el Malmö FF, donde estuvo desde 1964 hasta 1971 y consiguió cuatro ligas nacionales.

## Historia
Antonio Durán nació el 19 de agosto de 1924 en Arbucias, Gerona. A los 10 años se trasladó con su familia a La Laguna (Tenerife), donde comenzó a jugar al fútbol, y en los años 1940 dio el salto como profesional en el Córdoba C.F.
Sus buenas actuaciones llamaron la atención del Club Atlético de Madrid, que le contrató en 1948. Su debut fue el 12 de septiembre frente al Sevilla F.C. En sus tres temporadas, disputó un total de 32 partidos y marcó 15 goles. Y a pesar de que no pudo despuntar por sus continuas lesiones, contribuyó a la consecución de dos ligas y una copa Eva Duarte. Allí conoció también a Ulla, una sueca que trabajaba como asistenta de su compañero Henry Carlsson, y con la que se casó. Desde 1952 hasta 1954 jugó en el Real Oviedo y después se retiró como jugador para emigrar a Suecia con su esposa.
Durán se estableció en Timrå en 1955 y durante sus dos primeros años trabajó en una fábrica de papel; además de entrenar al equipo que patrocinaba la empresa, se encargaba de quitar la nieve del terreno de juego. En 1958 fue técnico del modesto Sandvikens IF, que entonces jugaba en la Primera División de Suecia, y desde 1960 a 1963 estuvo contratado en el Åtvidabergs FF, donde adoptó recursos tácticos y sistemas de entrenamiento que hasta entonces eran inéditos en ese país, como la táctica 4-2-4 que utilizó Brasil en el Mundial de 1962.
En 1964 se marchó al Malmö FF, uno de los equipos más importantes de Suecia y que entonces llevaba diez años sin ganar un título. Durán endureció los métodos de trabajo, con sesiones muy físicas, y utilizó el mismo sistema táctico que en su club anterior. Además, coincidió con un plantel formado por internacionales como Bo Larsson, Krister Kristensson y Staffan Tapper, entre otros. En los ocho años que permaneció allí consiguió cuatro ligas (1965, 1967, 1970 y 1971) y la Copa de Suecia de 1967, lo que le convirtió en el entrenador más laureado hasta la llegada de Roy Hodgson.
Su última etapa como entrenador fue en el Djurgårdens IF de Estocolmo entre 1972 y 1974, sin ningún título. En 1975, a los 51 años, sufrió un derrame cerebral que le obligó a retirarse del fútbol profesional y jubilarse. En 2007 tuvo una segunda apoplejía que agravó su estado de salud, y finalmente falleció en Åkersberga el 11 de enero de 2009. Le sobrevivieron su esposa Ulla y cuatro hijos.

## Clubes

### Como jugador
| Club                    | País   | Año       |
| ----------------------- | ------ | --------- |
| RCD Córdoba             | España | 1947-1948 |
| Club Atlético de Madrid | España | 1948-1952 |
| Real Oviedo             | España | 1952-1954 |

### Como entrenador
| Club              | País   | Año       |
| ----------------- | ------ | --------- |
| Wifsta/Östrand IF | Suecia | 1955-1957 |
| Sandvikens IF     | Suecia | 1958-1960 |
| Åtvidabergs FF    | Suecia | 1960-1963 |
| Malmö FF          | Suecia | 1964-1972 |
| Djurgårdens IF    | Suecia | 1972-1974 |
| Åtvidabergs FF    | Suecia | 1975      |

## Palmarés

### Como jugador
| Título          | Club                    | Lugar  | Año     |
| --------------- | ----------------------- | ------ | ------- |
| Liga española   | Club Atlético de Madrid | España | 1949-50 |
| Liga española   | Club Atlético de Madrid | España | 1950-51 |
| Copa Eva Duarte | Club Atlético de Madrid | España | 1950-51 |

### Como entrenador
| Título         | Club     | Lugar  | Año  |
| -------------- | -------- | ------ | ---- |
| Liga sueca     | Malmö FF | Suecia | 1965 |
| Liga sueca     | Malmö FF | Suecia | 1967 |
| Copa de Suecia | Malmö FF | Suecia | 1967 |
| Liga sueca     | Malmö FF | Suecia | 1970 |
| Liga sueca     | Malmö FF | Suecia | 1971 |